# Memento Mori (povestire)
„Memento Mori” este o povestire scrisă de Jonathan Nolan și publicată în numărul din martie 2001 al revistei Esquire. A stat la baza scenariului filmului Memento care a fost regizat de fratele său, Christopher Nolan. Numele povestirii este o referință la memento mori, o expresie simbolică sau artistică a salutului în limba latină care înseamnă „Nu uita că vei muri”.

## Rezumat
În povestire, Earl este un bărbat care suferă de amnezie anterogradă. Din cauza incapacității sale de a-și aminti lucruri mai vechi de câteva minute, el folosește notițe și tatuaje pentru a ține evidența noilor informații. Earl își datorează starea unui atac împotriva lui și a soției sale efectuat de către un necunoscut. Soția sa a fost violată și ucisă, iar Earl a suferit răni grave la cap, ceea ce i-a provocat această amnezie. Povestirea sare între două intervale de timp. Primul interval de timp îl găsește pe Earl închis într-o instituție mintală în care află ce i s-a întâmplat prin notițele scrise pe care singur și le-a lăsat pentru a-și aminti lucruri importante. Al doilea interval de timp îl descrie pe Earl pe fugă după ce evadează din instituția psihică. El află acest lucru printr-o narațiune la persoana a treia. Scopul lui Earl, după ce a scăpat din instituție, este să-l găsească pe atacatorul care i-a ucis soția și să se răzbune.

## Context și ecranizare
Lui Jonathan i-a venit ideea pentru a scrie povestirea la cursul său de psihologie generală de la Universitatea Georgetown. I-a prezentat ideea fratelui său Christopher în timpul unei călătorii rutiere de la Chicago la Los Angeles. Fratele său a apreciat ideea și l-a încurajat să scrie o primă variantă. După ce Jonathan s-a întors la Washington, D.C., pentru a finaliza facultatea, i-a trimis fratelui său o schiță două luni mai târziu, iar Christopher s-a apucat de un scenariu, în timp ce Jonathan a început să scrie varianta finală a povestirii.
Christopher a realizat în cele din urmă lungmetrajul Memento, cu Guy Pearce în rolul principal, care a fost inspirat din povestirea lui Jonathan, deși radical diferit. De exemplu, în povestire, Earl este închis într-o instituție mintală, dar personajul principal din film nu a fost într-un asemenea loc. De asemenea, în film, încercarea protagonistului de a se răzbuna pe ucigașul soției sale este manipulată de alte personaje. În povestire, alte personaje, precum medicii, sunt menționate doar pe scurt. Povestirea lui Jonathan a fost publicată în cele din urmă în revista Esquire, deși poate fi găsită și în cartea de realizare a filmului a lui James Mottram, The Making of Memento, și ca o caracteristică specială ascunsă pe DVD-ul ediției speciale a filmului.